# Limeum argute-carinatum
Limeum argute-carinatum är en tvåhjärtbladig växtart som beskrevs av Heinrich Wawra och Peyr. Limeum argute-carinatum ingår i släktet Limeum och familjen Limeaceae. Utöver nominatformen finns också underarten L. a. kwebense.